# SkeptiCamp

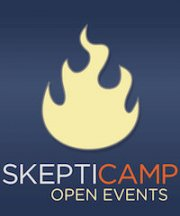
Eventos abertos SkeptiCamp

SkeptiCamp são conferências céticas, de pequeno a médio porte e de auto-organização popular, em que os membros da audiência são também os apresentadores.  A ênfase é o Ceticismo científico, e todos, desde os céticos casuais até os mais experientes participam. O objetivo é compartilhar maneiras de divulgar o pensamento crítico para outros.
O SkeptiCamp usa um modelo de evento que tem por base um conjunto de práticas adaptadas a partir do modelo de conferência do BarCamp. Como no BarCamp, todos participam, seja fazendo uma apresentação, interagindo com os palestrantes, ajudando a organizar e executar o evento, ou fazendo o que eles aprenderam e compartilhando com o mundo. Uma diferença do BarCamp é que os apresentadores devem estar preparado para citar suas fontes para qualquer alegação que seja susceptível a ser questionada. A intenção desta regra é permitir que os outros possam avaliar o conteúdo de cada conversa por si mesmos.

## Histórico

### Passado

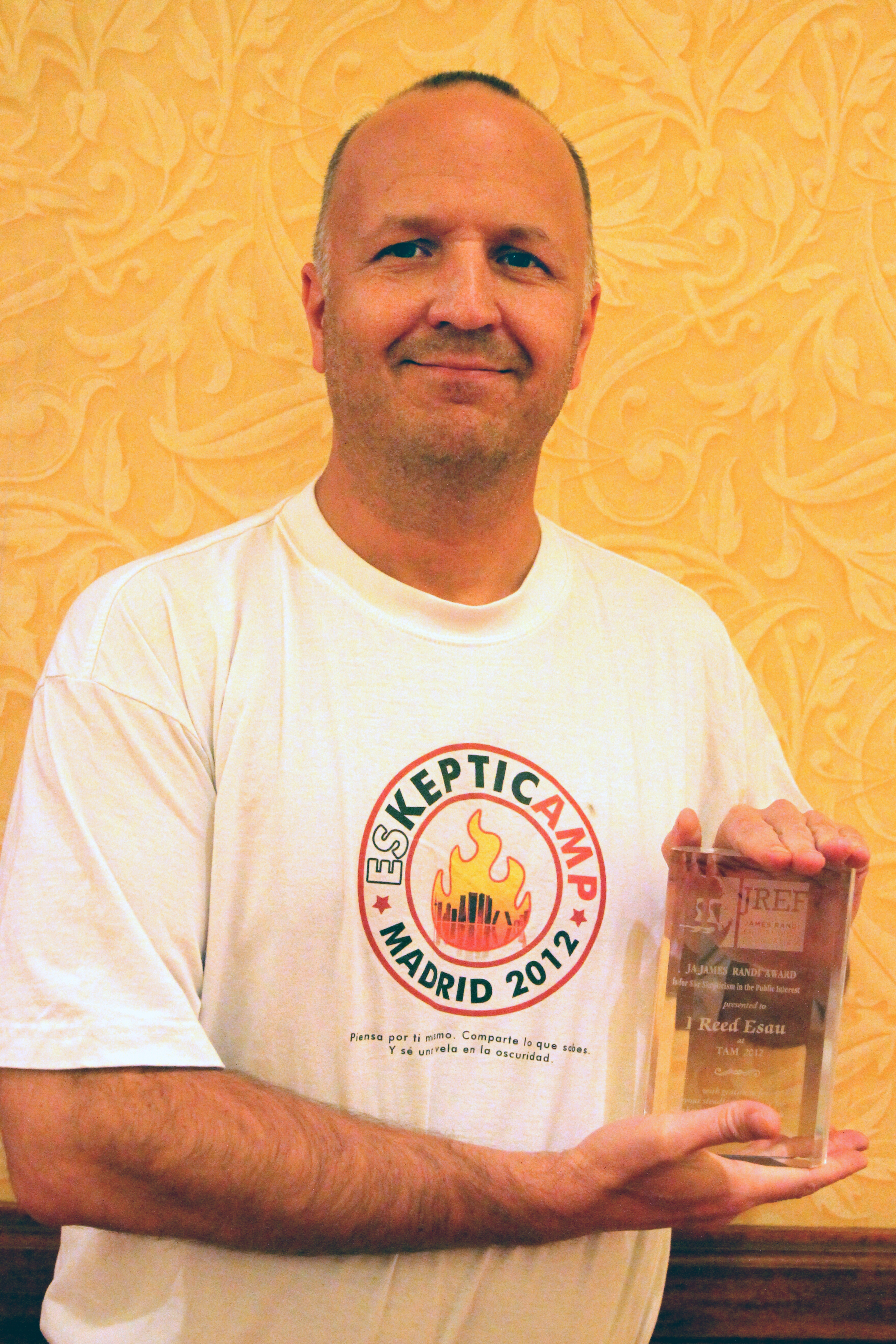
Reed Esau, fundador do SkeptiCamp, Recebendo o prêmio James Randi por Ceticismo de Interesse Público, TAM 2012

O conceito SkeptiCamp foi fundado em 2007 por Reed Esaú,, e foi parcialmente inspirado no ensaio de Daniel Loxton sobre o estado do movimento Cético ,"Where Do We Go From Here?", e de participar da The Amaz!ng Meeting 2007, conferência anual que incide sobre ciência, ceticismo e pensamento crítico.
Da apresentação de Loxton, Esaú escreveu: "Loxton atinge a marca de reconhecer que o entusiasmo está a desempenhar um papel fundamental no futuro do ceticismo organizado ... Os recentes desenvolvimentos habilitados por tecnologias sociais nos dá novas ferramentas para tirar proveito desse entusiasmo"
A bagagem de Esaú como engenheiro de software lhe proporcionou familiaridade com o conceito de indústria de TI chamada BarCamp, um formato de conferência destinada a distribuir conhecimento dentro da comunidade técnica.  Esau escolheu o modelo BarCamp como base para SkeptiCamp com um objetivo semelhante:. "A oportunidade conferida pela SkeptiCamp enfatiza partilha de conhecimentos no seio das comunidades locais dos céticos. Ele estende a mão a cada um de nós e fornece um caminho concreto para crescer como um cético e ganho de proficiência nesses tópicos que dirigem nossos interesses neste domínio em benefício não só de nós mesmos como de nossos colegas céticos"
O formato SkeptiCamp também permite a formação de grupos ad hoc, e evita a sobrecarga associada com canais de conteúdo mais formal. Atividades como a formação de uma organização sem fins lucrativos, eleição de oficiais,  publicação de um boletins informativos, solicitação de contribuições e manutenção a liderança entusiasta enquanto evita a exaustão do organizador não são problemas com este modelo.

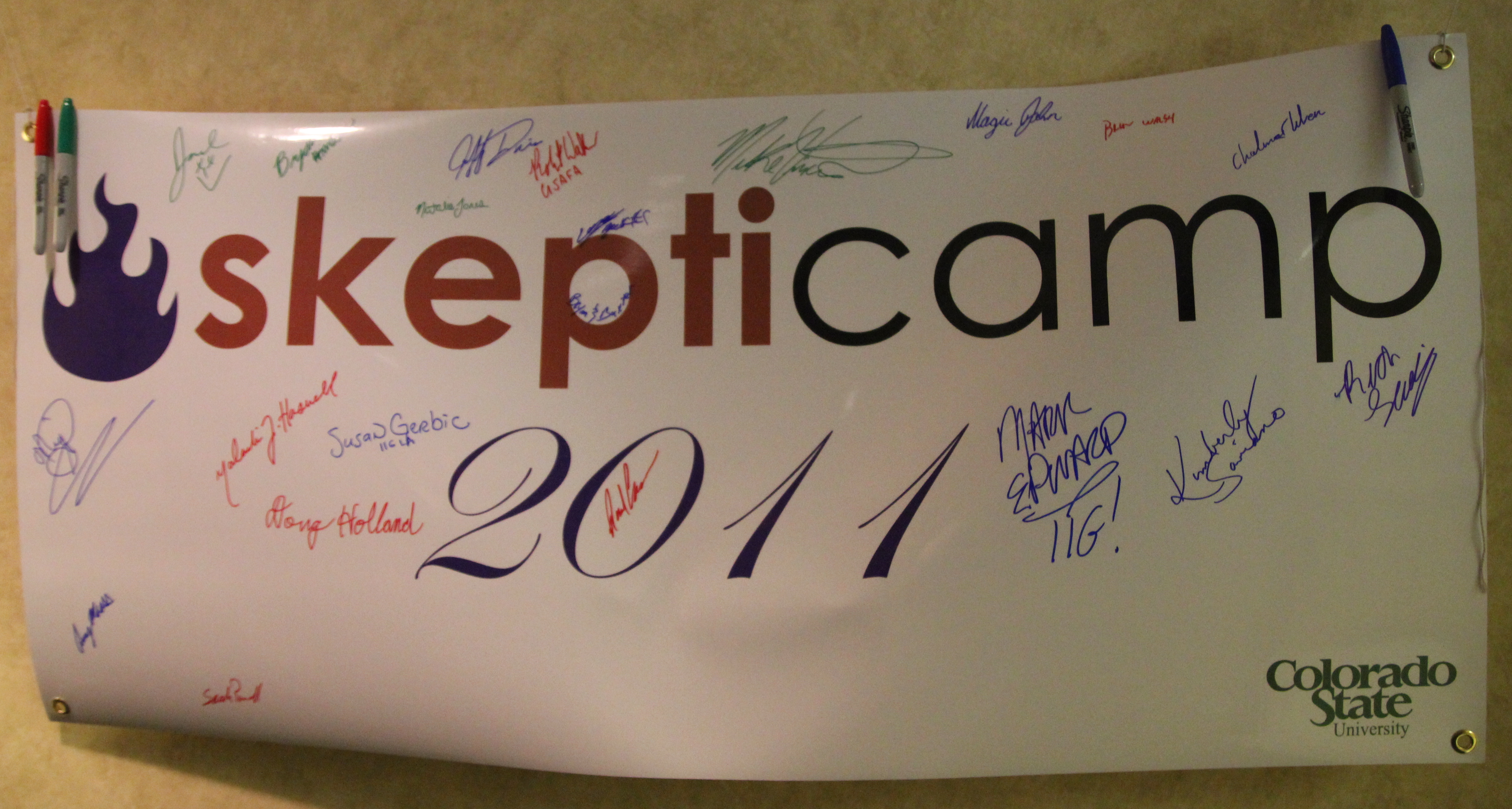
Fort Collins, Colorado, 2011

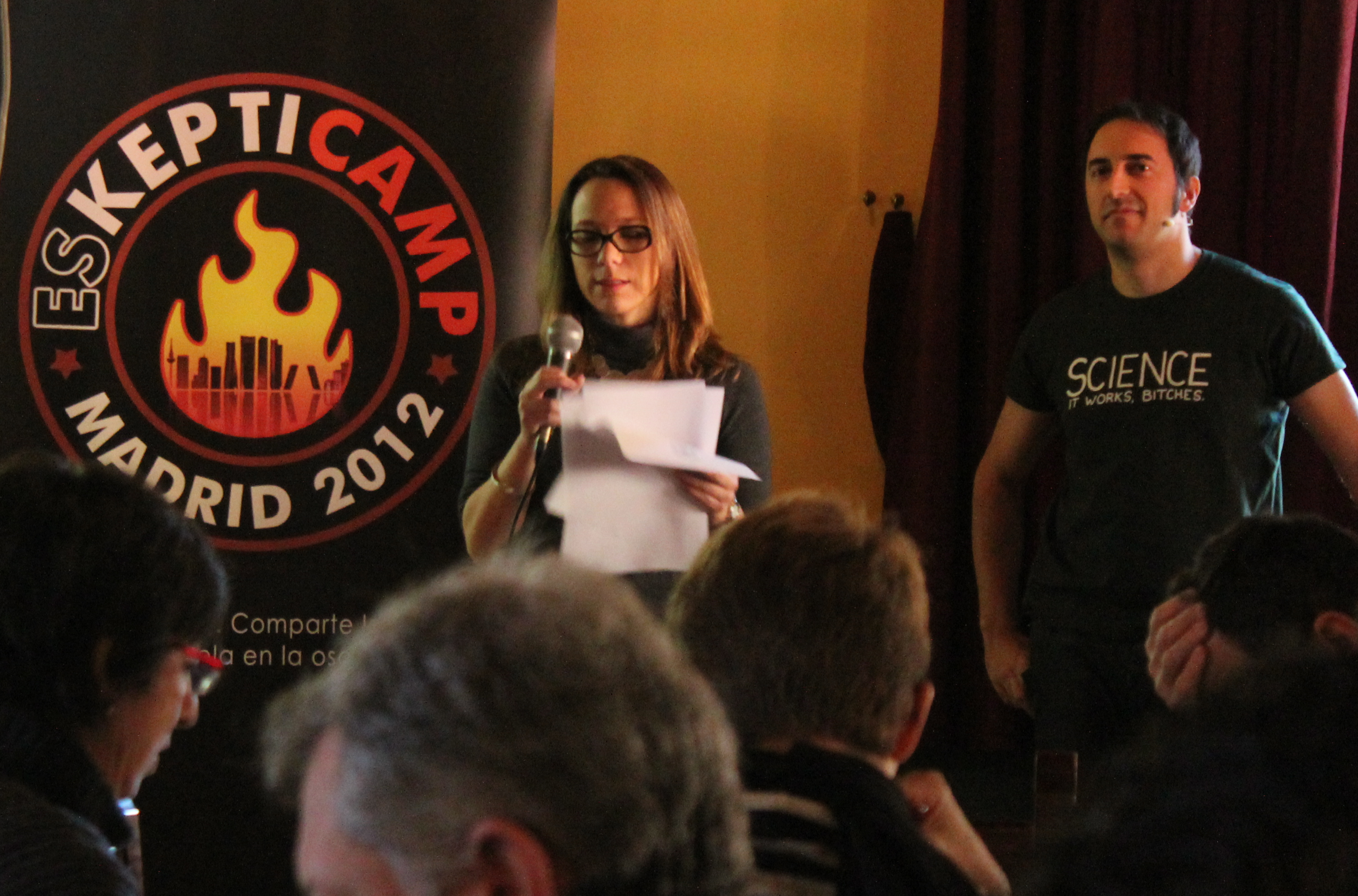
Daniela Meli e Luis Garcia Castro, Madrid, Spain, 2012

### Eventos
O primeiro SkeptiCamp foi realizada em agosto de 2007, em Denver, e foi organizado por Reed Esau junto com Rico Ludwig e Crystal Yates-White. Desde a sua criação, pelo menos, 70 SkeptiCamps de que se  têm conhecimento foram realizados. O primeiro SkeptiCamp fora do Estados Unidos ocorreu em Vancouver, em junho de 2008. O primeiro SkeptiCamp fora da América do Norte foi organizada pelos Céticos de Edimburgo na Escócia, em agosto de 2009. O primeiro SkeptiCamp não-Inglês ocorreu em Madrid, em janeiro de 2012.
Nos Estados Unidos, SkeptiCamps foram organizados no Arizona, no Colorado, Georgia, Illinois, Kentucky, Maryland, Massachusetts, Minnesota, Missouri, New Hampshire, Nova Iorque, e Ohio. O conceito SkeptiCamp também tem sido muito popular fora dos Estados Unidos, com eventos em todo o Canadá, como em Alberta, British Columbia, Manitoba e Ontário, bem como Aireys Inlet, Melbourne e Sydney, na Austrália; Edimburgo, no Reino Unido;  Madri e Alicante, na Espanha.
Das cidades que sediaram um SkeptiCamp em 2010, 83% sediaram outro em 2011.

## Participatição
SkeptiCamps são geralmente livres de custo, embora eles não foram feitos para ser livre de esforço. Todos são encorajados (embora não de forma obrigatória) a participar, de alguma forma, como ajudando na organizar o evento (ou iniciando uma SkeptiCamp em um novo local), [16] [17] ou dando uma palestra. or giving a talk.  Mas todos são incentivados para contribuir com os seus pensamentos, ideias e atividades para as discussões.

## Formato
Não há um formato prescrito para eventos céticos abertos, mas eles geralmente envolvem a locução sem curadoria de pessoas da comunidade local de céticos. O foco não é, geralmente, na divulgação cética, mas sim sobre a partilha e desenvolvimento de habilidades para os céticos, essas coisas são o pré-requisito para real divulgação cética. Para alguns eventos, palestrantes aparecem e inscrevem-se para os espaços de tempo na data de o evento, mas muitos outros têm palestrantes se inscrevendo no site do evento, sendo o horário exato dos palestrantes depois determinado pelos organizadores do evento. Para a maior parte, as apresentações são de 15 minutos a uma hora de duração, embora o evento mais antigo, SkeptiCamp Denver, geralmente limite as falas 25 minutos, e tem falas de 15 minutos também. Para seu evento de 2012, os organizadores Denver introduziram o conceito de "conversa relâmpago" de cinco minutos; Skepticamps locais têm permitido eventos de sala única e de várias salas com palestras simultâneas.[carece de fontes?]

## Crítica

### Grosseiro
Há, por vezes, a expectativa de um evento organizado mais profissionalmente, ou a sensação de que as apresentações deveriam ser mais polidas. Isto é combatido com a observação de que o valor do modelo SkeptiCamp reside sim na sua acessibilidade, a riqueza, interação e oportunidades de crescimento pessoal.

## Ver  também
- Ceticismo científico
- Lista de céticos e organizações céticas

### Informação geral sobre o SkeptiCamp
- Official SkeptiCamp website
- Top 10 SkeptiCamp FAILS - part 1
- Top 10 SkeptiCamp FAILS - part 2

### Sites dos SkeptiCamps
- SkeptiCamp Australia
- SkeptiCamp DC
- SkeptiCamp New York
- SkeptiCamp Ohio
- SkeptiCamp Chicago[ligação inativa]